# Tettnang
Tettnang település Németországban, azon belül Baden-Württembergben. Lakosainak száma 20 262 fő (2023. december 31.). Tettnang Eriskirch községgel határos.

## Népesség
A település népessége az elmúlt években az alábbi módon változott:
| Lakosok száma | 10 524 | 11 777 | 13 014 | 14 797 | 15 467 | 16 676 | 17 683 | 18 476 | 18 348 | 20 262 |
|               | 1961   | 1967   | 1974   | 1980   | 1987   | 1993   | 2000   | 2006   | 2013   | 2023   |